# آدریانا برره
آدریانا برره (انگلیسی: Adriana Barré؛ زادهٔ ۴ آوریل ۱۹۹۵) بازیکن فوتبال اهل اکوادور است.
وی همچنین در تیم ملی فوتبال Ecuador بازی کرده‌است.